# 细尾楼梯草
细尾楼梯草（学名：Elatostema tenuicaudatum）为荨麻科楼梯草属的植物。分布在越南以及中国大陆的广西、云南、贵州等地，生长于海拔1,500米至2,000米的地区，见于山谷溪边和林下阴湿处，目前尚未由人工引种栽培。

## 异名
- Elatostema tenuicaudatum W. T. Wang var. lasioocladum W. T. Wang